# The Cobbler
The Cobbler (bra: Trocando os Pés; prt: O Sapateiro Mágico) é um filme estadunidense de 2014, do gênero comédia dramático-fantástica, dirigido por Thomas McCarthy, com roteiro dele e de Paul Sado.
Estrelado por Adam Sandler, o filme, inteiramente gravado em Nova York, tem ainda a participação especial de Dustin Hoffman e foi lançado no Festival Internacional de Cinema de Toronto no final de 2014; estreou comercialmente em 2015 nos Estados Unidos, Brasil e Portugal.

## Sinopse
Homem modesto e sonhador herda a sapataria da família e acha que morrerá vendo a vida passar diante de sua loja, até que experimenta os sapatos de um cliente e percebe que poderá não só viver a vida dele, mas também ver a vida sob seus olhos.

## Elenco
- Adam Sandler como Max Simkin
- Steve Buscemi como Jimmy
- Method Man como Leon Ludlow
- Melonie Diaz como Carmen Herrara
- Dustin Hoffman como Abraham Simkin
- Ellen Barkin como Elaine Greenawalt
- Sondra James como Anna O'Hara
- Dascha Polanco como Macy
- Dan Stevens como Emiliano
- Lynn Cohen como Sarah Simkin
- Fritz Weaver como Sr. Solomon
- Yul Vazquez como Marsha (Max)
- Kevin Breznahan como Patrick
- Grizz Chapman como Tino
- Glenn Fleshler como Jeffrey
- Danny Mastrogiorgio como Brian
- Craig Walker como Danny Donald
- Kim Cloutier como Taryn
- Adam B. Shapiro como Schneider
- Elena Kampouris como Alexia
- Greta Lee como Carter
- Joey Slotnick como Sr. Slick
- Cliff Samara como homem indiano (Max)
- Stephen Lin como rapaz chinês (Max)
- Miles J. Harvey como jovem adolescente negro (Max)

## Produção
Em 19 de setembro de 2013, Adam Sandler estava em negociações para se juntar a Tom McCarthy  em The Cobbler que começou a ser filmado em novembro de 2013. A  Voltage Pictures financiaou totalmente o filme, que foi produzido por Mary Jane Skalski . Em 12 de novembro de 2013, Dan Stevens se juntou ao elenco. Dustin Hoffman e Steve Buscemi também se juntaram ao elenco durante as filmagens do longa em 18 de novembro de 2013.

## Recepção
The Cobbler foi criticado pelos críticos.
No Rotten Tomatoes, o filme tem uma classificação de 9%, baseado em 64 comentários, com uma pontuação média ponderada de 3.1/10. O consenso crítico do site diz, " The Cobbler representa um ligeiro avanço em relação às recentes comédias de Adam Sandler, mas enquanto seu sentimento enjoativo prova ser um substituto mais palatável para seu humor grosseiro, ele ainda não é muito convincente".
No Metacritic, o filme tem uma pontuação de 22 em 100, com base em 21 críticos, indicando "comentários geralmente desfavoráveis". Uri Klein do site Haaretz ressaltou que enquanto The Cobbler é uma das poucas vezes na carreira de Sandler em que ele escolheu trabalhar para um diretor com um certo pedigree", e "o enredo tem elementos fantásticos de representação que o liga a comediantes de uma época anterior, como Jerry Lewis e Danny Kaye ", o resultado é insatisfatório em termos de enredo e personagens.